# Abuso del diritto fiscale nell'ordinamento dell'Unione europea

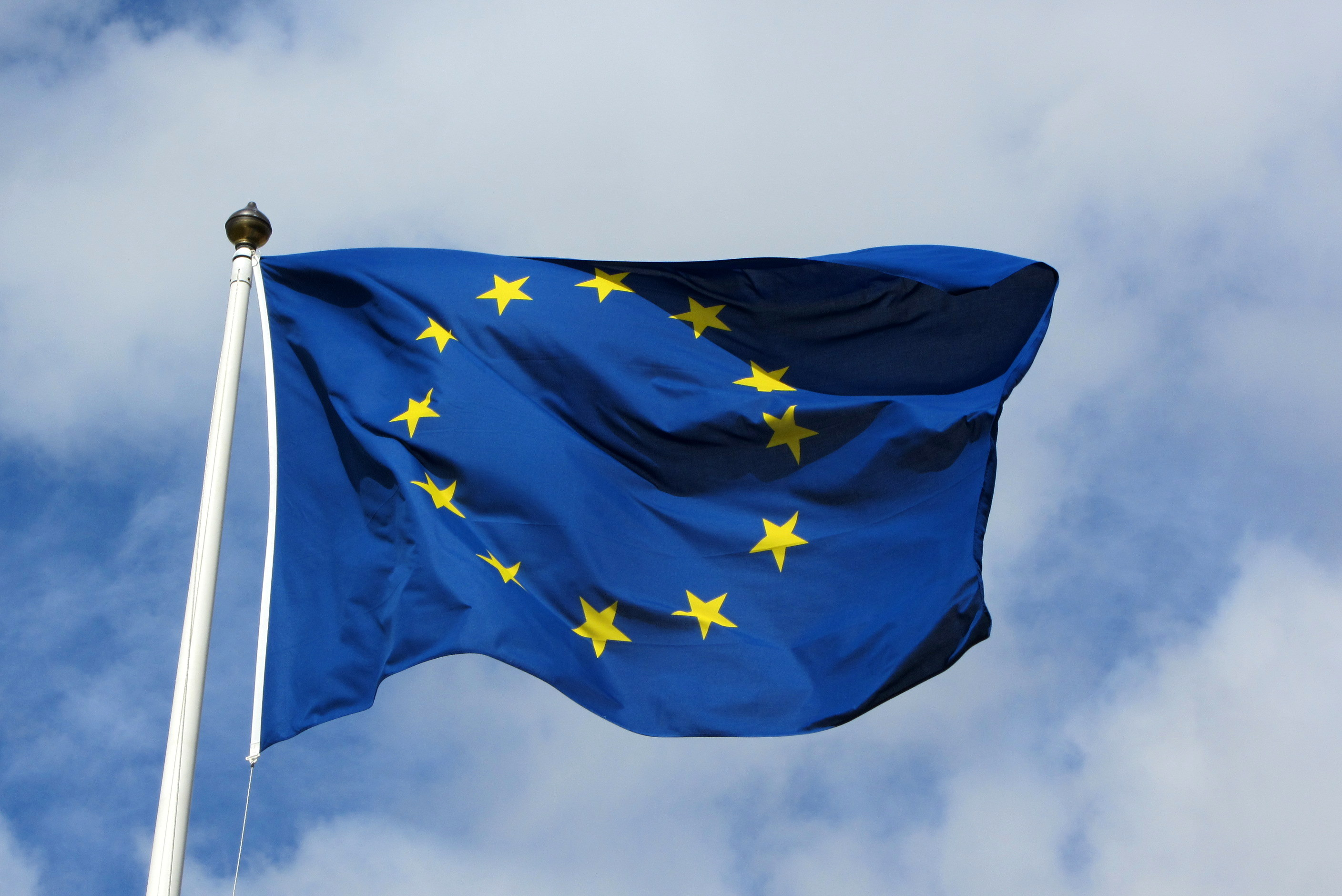
Bandiera dell'Unione Europea

Nell’ordinamento dell’UE, l'abuso del diritto in ambito fiscale si è sviluppato con alcune sentenze della CGUE. Le Istituzioni dell'Unione europea hanno poi emanato delle direttive che hanno cercato di definire i limiti dell’istituto. Nel 2016 l’art. 6 della Direttiva ATAD 1 ha introdotto la prima clausola generale anti abuso (GAAR, General Anti Avoidance Rule).

## Giurisprudenza

### Le sentenze Van Binsbergen e Emsland-Stärke
Il caso van Binsbergen è  considerato, da gran parte della dottrina, il punto di partenza del filone giurisprudenziale sull'abuso del diritto. In questa occasione, la Corte afferma che sia giusto riconoscere agli Stati membri dell'UE il diritto di impedire l’utilizzo distorto di norme comunitarie per sottrarsi all’applicazione di norme nazionali.
In seguito, nel caso Emsland-Stärke il giudice europeo delinea due requisiti fondamentali per l'integrazione di una condotta abusiva:
1. l'elemento oggettivo, cioè il formale rispetto della normativa comunitaria dietro al quale si cela un sostanziale mancato perseguimento dell’obiettivo previsto dalla medesima;
2. l’elemento soggettivo, cioè la volontà di ottenere un vantaggio finanziario in contrasto con le disposizioni comunitarie attraverso la creazione artificiosa delle condizioni necessarie per ottenerlo.

Secondo alcuni autori, la verifica di questi elementi può definirsi abuse test.

### La sentenza Halifax
La dottrina e la giurisprudenza sono unanimi nel riconoscere il contributo determinante della CGUE nel caso Halifax, in tema di operazioni esenti da IVA, in modo totale o parziale, compiute per ottenere un vantaggio fiscale indebito.
La controversia riguarda l’interpretazione della Sesta Direttiva, secondo la quale un soggetto non è tenuto a optare, tra due operazioni alternative che gli vengono concesse, per quella più onerosa. Halifax era una banca e la maggior parte delle sue prestazioni era esente da IVA, potendo recuperare il 5% dell’imposta sugli acquisti che effettuava. L’istituto costituì quattro call centers e una serie di società controllate con lo scopo di effettuare le operazioni di acquisto dei diritti sugli immobili e di affidare a terzi i lavori di costruzione. Attraverso questo meccanismo sarebbe stato possibile per Halifax recuperare l’IVA pagata per questi ultimi.
Le argomentazioni avanzate dai Commissioners of Customs & Excise, controparte di Halifax, erano che:
- l’operazione effettuata al fine di evadere l’IVA non costituisce né una “cessione”, né una “prestazione”, né un atto compiuto nell’ambito di un’“attività economica” ai sensi della Sesta Direttiva[14];
- le operazioni condotte al fine di evadere l’IVA non devono essere valutate, conformemente al principio generale dell’ordinamento comunitario che richiede la prevenzione degli abusi del diritto[14].

La Corte afferma che la condotta abusiva nel campo dell’IVA implica che: 
- “le operazioni abusive devono, nonostante l’applicazione formale delle condizioni previste dalle disposizioni della Sesta Direttiva e della legislazione nazionale che la traspone, procurare un vantaggio fiscale la cui concessione sarebbe contraria all’obiettivo perseguito da queste stesse disposizioni”[15];
- “deve risultare da una serie di elementi oggettivi che lo scopo delle operazioni controverse è essenzialmente l’ottenimento di un vantaggio fiscale”[16].

Inoltre, il giudice nazionale è competente nell’individuazione del contenuto e significato delle attività controverse e preordinate ad ottenere un beneficio fiscale.
A partire da questa pronuncia, la dottrina maggioritaria riconosce il divieto di abuso del diritto quale principio generale dell’ordinamento unionale.

### Le sentenze Part Service e Cadbury Schweppes
Dopo il caso Halifax, la Corte consolida il suo orientamento sul principio dell’abuso del diritto in alcuni casi successivi, tra cui il caso Part Service e il caso Cadbury Schweppes.
Analogamente a quanto accade nel leading case, nella sentenza Part Service, l’oggetto è l'imposta sul valore aggiunto. Il giudice europeo afferma che "La Sesta Direttiva [...] deve essere interpretata nel senso che l'esistenza di una pratica abusiva può essere riconosciuta qualora il perseguimento di un vantaggio fiscale costituisce lo scopo essenziale dell'operazione o delle operazioni controverse".
Il filone giurisprudenziale in tema di abuso del diritto continua con la sentenza Cadbury Schweppes: si trattava di stabilire se la normativa antiabuso del Regno Unito fosse compatibile con le libertà fondamentali dell’UE e, più specificamente, con la libertà di stabilimento. La Corte, investita della questione, conferma quanto sostenuto dall'avvocato generale, cioè che "[...] fondare una controllata in un altro Stato membro allo scopo di beneficiare del, più favorevole, regime fiscale ivi in vigore non integra, da parte della società madre, un abuso della libertà di stabilimento". Tuttavia, aggiunge che "[...] la nozione di stabilimento di cui alle disposizioni dėl Trattato relative alla libertà di stabilimento implica l'esercizio effettivo di un'attività economica". Ancora una volta, come in Emsland-Stärke, in Halifax e in Part Service, si ribadisce quali siano gli elementi essenziali che caratterizzano una condotta abusiva, quindi l’elemento soggettivo, cioè l’ottenimento di un vantaggio fiscale, e l’elemento oggettivo, cioè l’incompatibilità con le finalità sancite dai Trattati dell'Unione Europea.
Le pronunce della Corte di Giustizia dell’UE sul divieto di abuso del diritto in ambito fiscale hanno avuto un impatto sul fronte legislativo.

## Legislazione
La prima direttiva europea sull'abuso del diritto in materia fiscale è la Sesta Direttiva del 17 maggio 1977, n. 388, sull’armonizzazione delle legislazioni degli Stati membri, relative alle imposte sulla cifra d’affari. Nella Sesta Direttiva viene trattato il sistema comune dell'IVA e della base imponibile uniforme. All’articolo 27 della direttiva si introducono le misure di semplificazione per gli Stati membri.
In seguito, la direttiva n. 434 del 1990 traccia una disciplina comune per fusioni, scissioni parziali, conferimenti d'attivo e scambi di azioni che riguardano società di Paesi dell'Unione diversi. Lo scopo della direttiva è sostenere la nascita del mercato interno. Nel testo viene individuato come comportamento abusivo quello che persegue la frode o l'evasione fiscale, quindi privo di valide ragioni economiche. In questo contesto viene lasciato comunque agli Stati membri lo spazio per intraprendere iniziative interne, seguendo sempre le linee guida dettate dalla Comunità europea.
Il quadro si è poi ingrandito con la direttiva n.49 del 2003, sul regime fiscale comune applicabile ai pagamenti di interessi e di canoni fra società consociate di stati membri diversi. All'articolo 5 viene concesso agli Stati membri spazio nell’introduzione di disposizioni nazionali necessarie ad evitare frodi e abusi.
Nella direttiva n.112 del 2006, all’articolo 80, viene data la possibilità agli Stati membri di decidere affinché, in determinati casi, la base imponibile sia pari al valore normale.
Con l’articolo 54 della Carta dei diritti fondamentali dell’Unione europea del 2000, è stato enunciato il divieto di abuso del diritto. Successivamente, gli articoli 113 e 115 del Trattato sul funzionamento dell’Unione europea hanno rafforzato questo principio, riprendendo la materia.
La direttiva n. 96 del 2011 ha eliminato la possibilità di doppia imposizione di regimi fiscali su società appartenenti a Stati membri diversi. Con l'obiettivo della massima neutralità fiscale, la direttiva riguarda il caso in cui i soggetti siano società madre controllante e società figlia controllata. Una modifica è stata introdotta con la direttiva n.121 del 2015 che ha cambiato l’articolo 1 della precedente, nello specifico al paragrafo 2.

### Armonizzazione
La Crisi finanziaria del 2007-2008, ha accelerato la necessità di armonizzazione fiscale all’interno del mercato unico: è aumentata l’esigenza di contrastare le frodi e gli abusi che si consumavano nell’Unione Europea, causati dalla diversità dei regimi fiscali applicati nei vari Stati membri. In quest’ottica nasce “Europa 2020”, un piano che getta le basi per una serie di ulteriori progetti che hanno condizionato il decennio precedente al 2020.
Uno dei progetti principali è il “Libro Verde sul futuro dell’IVA” del 2010. Il Libro Verde ha l’obiettivo di avvicinare le varie posizioni sull'IVA degli Stati membri, stabilendo un livello minimo di garanzia e cercando anche di snellire e semplificare la disciplina vigente.
Nella comunicazione “sul futuro dell’IVA” del 2011, la Commissione Europea ha valutato il dibattito nato con il Libro Verde, presentando ulteriori progetti futuri. In particolare, la Commissione ha deciso di proporre la regola di imposizione IVA nel Paese di destinazione dei beni nel caso di cessioni transfrontaliere.

### Direttiva ATAD
La necessità di contrastare le pratiche fiscali abusive ha spinto la Commissione Europea a far istituire delle norme generali antiabuso, al fine di superare le discipline di settore ed estendere l’ambito di sindacabilità delle istituzioni (europee e nazionali) a tutte le fattispecie che fino ad allora non erano regolate legislativamente. Così, nel 2012, la Commissione Europea ha proposto una clausola generale antiabuso attraverso la Raccomandazione dell'Unione Europea sulla pianificazione fiscale aggressiva.
L'abuso viene definito come “una costruzione di puro artificio o una serie artificiosa di costruzioni che sia stata posta in essere essenzialmente allo scopo di eludere l’imposizione e che comporti un vantaggio fiscale”.
Un ulteriore passo in avanti è avvenuto nel 2015, con il progetto Base Erosion and Profit Shifting (BEPS): un’iniziativa dell’Organizzazione per la cooperazione e lo sviluppo economico che, in quindici azioni specifiche, ha la finalità di “di ricondurre l'imposizione dei profitti aziendali nei paesi in cui le attività hanno luogo e dove il valore aggiunto è effettivamente creato".
Proprio sulla scia del progetto BEPS, in materia di abuso del diritto, viene emanata la direttiva 1164 del 2016, meglio nota come direttiva ATAD.
Il fine è quello di garantire il versamento delle imposte nel luogo in cui gli utili e il valore sono generati, contrastando le pratiche fiscali aggressive che falsano la concorrenza del mercato unico.
Non si è ancora pensato a una disciplina uniforme estesa all’intero territorio dell’Unione, anzi, si cerca di tutelare la sovranità fiscale dei vari Governi considerando però anche le esigenze del mercato e di genuinità della Concorrenza. Si vuole attuare un’azione coordinata che limiti i disallineamenti del mercato, garantendo un livello minimo di protezione.
La direttiva prevede una serie di disposizioni generali in relazione all’imposta sui redditi delle società, lasciando ai vari Paesi dell’Unione il compito di attuarle, emanando disposizioni specifiche, nel modo più omogeneo possibile all’interno dell’Unione.
Da evidenziare è l’ambito di applicazione, che ricomprende anche le entità residenti per ragioni fiscali in un paese terzo che abbiano una stabile organizzazione situata all’interno dell’Unione. Successivamente, la direttiva n. 952 del 2017 ha modificato l’articolo 9, in materia di “disallineamenti da ibridi con i paesi terzi”, per prevenire casi di doppia deduzione o di deduzione senza inclusione.

## L'articolo 6 ATAD 1: General Anti Avoidance Rule (GAAR)
L’articolo 6 della direttiva 2016/1164/UE disciplina la General Anti Avoidance Rule (GAAR), riferendosi a tutte quelle ipotesi di abuso che non sono contrastate da specifiche leggi e ha quindi valenza generale. Strutturalmente, la disposizione può essere suddivisa in due requisiti cumulativi, uno di tipo oggettivo e uno di tipo soggettivo. L'articolo 6 ATAD 1 prevede, infatti, che la presenza di abusività venga valutata sia attraverso un test che riguarda la “non genuinità” della condotta del contribuente, sia considerando le finalità da esso perseguite. Il comma 3 specifica poi che, in caso di abuso, l’indebito vantaggio fiscale debba essere neutralizzato applicando la normativa nazionale.
A fine 2021, più del 50% degli Stati membri UE presenta una propria clausola generale antiabuso conforme ai livelli minimi di tutela richiesti dall’articolo 6 ATAD 1 . I dati risultano dalla relazione della Commissione Europea n. 383 del 19 agosto 2020 che analizza lo stato di avanzamento dei controlli sul recepimento della direttiva 2016/1164/UE. Tra gli Stati che hanno superato positivamente il vaglio di conformità troviamo, per esempio, Grecia, Francia, Lettonia, Lituania, Malta, Polonia, Slovenia, Slovacchia, Finlandia e Svezia.

### Belgio
Il Belgio è uno degli Stati Membri che ha scelto di non introdurre la GAAR europea della Direttiva 2016/1164/UE. La clausola antiabuso doveva essere recepita entro il 31 dicembre 2019. Se in un primo momento il legislatore belga ha annunciato un nuovo testo normativo contenente la trasposizione dell’articolo 6 ATAD 1, non si è mai arrivati all’emanazione di una nuova disposizione in materia. La scelta del parlamento belga è giustificata dall’esistenza dell’articolo 344, comma 1, introdotto nel 2012 nel Code des impôts sur les revenus (CIR). La dottrina nazionale belga, sezionando il testo dell’articolo 344 del CIR, ha mostrato le analogie tra l’articolo in esame e la GAAR europea contenuta in ATAD 1 e si è preoccupata di chiarire i punti discordi. Ad esempio, nel testo dell’articolo 344 del CIR è assente il carattere di “non genuinità” delle operazioni, contenuto invece nell’articolo della Direttiva; la mancanza è, però, colmabile grazie alla previsione implicita del test di artificiosità nell’articolo 344 del CIR, perché ricalca quanto previsto dalla GAAR europea. La clausola antiabuso contenuta nel CIR recepisce quella europea. Per la dottrina belga, quindi, il legislatore nazionale non risulta inadempiente nei confronti dell’UE.

### Germania
Nel gennaio del 2020 la Commissione Europea ha costituito in mora la Germania per indurla a recepire la direttiva ATAD 1, così Il 30 giugno del 2021 lo Stato tedesco ha pubblicato in  Gazzetta federale una legge attuativa della direttiva. La legge, però, non contiene un’apposita trasposizione dell’articolo 6 ATAD. La scelta di non introdurre una specifica GAAR nazionale si giustifica con il fatto che in Germania già da diverso tempo viene riconosciuta la qualifica di clausola generale antiabuso alla sezione 42 dell’Abgabenordnung (AO), codice fiscale tedesco. Il paragrafo 42 AO è stato riformato più volte, anche su influenza della giurisprudenza della Corte di Giustizia. La norma ha valore residuale e contiene una definizione di abuso del diritto, oltre a un generico divieto. Presupposti caratterizzanti la fattispecie abusiva sono l’inadeguatezza della forma giuridica attuata dal contribuente (inadeguata se non sostenuta da valide ragioni extrafiscali) e la presenza di un vantaggio fiscale non legislativamente previsto. Dal punto di vista della reazione giuridica all’abuso, il codice tedesco afferma che “la pretesa tributaria si realizza (comunque) nel modo in cui si sarebbe realizzata per effetto di una forma giuridica adeguata alla situazione economica”. C’è poi una parte minoritaria della dottrina che sostiene l’Innentheorie: in base a questa teoria la sezione 42 AO, come l’introduzione di una nuova GAAR, sarebbe addirittura inutile poiché ogni norma tributaria è in grado di contrastare da sé i fenomeni abusivi se interpretata adeguatamente.

### Paesi Bassi
Nel Tax Plan del 2019, il ministro delle finanze dei Paesi Bassi ha dichiarato l’intenzione di non procedere all’introduzione di una nuova GAAR nazionale a causa della presenza del fraus legis. Il fraus legis è infatti un istituto di elaborazione giurisprudenziale dal contenuto simile all'articolo 6 ATAD 1. Anche il principio olandese sanziona quelle costruzioni artificiali principalmente finalizzate all’elusione della tassazione e in contrasto con l'oggetto e il legittimo scopo della normativa applicabile.

### Italia
In Italia il legislatore ha deciso di non recepire direttamente l’articolo 6 ATAD 1 disponendo già dell’articolo 10-bis dello Statuto dei diritti del contribuente, introdotto a seguito della trasposizione della Direttiva 2015/121/UE, e considerato sovrapponibile alla GAAR europea. La dottrina si è interrogata sulla ragionevolezza della scelta analizzando le differenze tra le due disposizioni. Lo Statuto del contribuente ritiene abusive tutte quelle operazioni prive di sostanza economica che realizzano essenzialmente vantaggi fiscali indebiti, anche se nel formale rispetto della legge .
Formalmente, una delle differenze tra l’art. 10-bis dello Stutato del Contribuente e l’articolo 6 ATAD 1 è quella relativa al concetto di genuinità della condotta del contribuente. L’articolo 10-bis dello Statuto del contribuente non parla di “non genuinità”, bensì di sostanza economica. Questo contrasto terminologico tra le due disposizioni potrebbe creare anche una differenza sostanziale. La “sostanza economica”, infatti, trova esplicazione sul piano oggettivo perché va a verificare la coerenza tra le forme impiegate dal contribuente e gli obiettivi da raggiungere; mentre l’articolo 6 ATAD 1 riconoscendo come “non genuine” tutte le costrizioni poste in essere “per valide ragioni commerciali”, sottolinea la necessità di identificare i motivi per i quali l’operazione è stata portata a termine indagando sul piano soggettivo. La dottrina italiana maggioritaria risolve la possibile differenza sostanziale tra le due norme riconducendo all’interno del testo della GAAR europea tutti quei casi in cui il risultato economico è conseguito attraverso mezzi legali sproporzionati e percorsi che non rispecchiano le ragioni commerciali perseguite. Così, ampliando il campo di applicazione dell’articolo 6 ATAD 1, la dottrina nazionale permette di andare oltre alla sola volontà del contribuente (piano soggettivo) e rende il contenuto della GAAR europea più oggettivo e quindi sovrapponibile alla disciplina dell’articolo 10-bis dello Statuto del contribuente.
Sia la GAAR europea che quella italiana inseriscono il vantaggio fiscale indebito tra i presupposti dell’abuso del diritto. Il comma 1 dell’articolo 6 ATAD 1 parla del vantaggio indebito in termini di scopo principale della condotta, collegandolo al requisito della non genuinità, mentre l’articolo 10-bis dello Statuto del contribuente usa l’aggettivo essenziale. Un risparmio fiscale è essenziale quando è l’unico obiettivo dell’azione del contribuente. L’essenzialità richiede una soglia più elevata per l’accertamento dell’abuso e quindi maggior aggravio in capo all’Amministrazione finanziaria in termini di attività istruttoria, obblighi motivazionali dell’atto impoesattivo e onere della prova. Normalmente una soglia più elevata di accertamento riduce le ipotesi di abuso, può quindi nascere un dubbio sull’idoneità della GAAR italiana a garantire il livello minimo di tutela imposto dall’ordinamento UE. L’articolo 6 ATAD presenta però un’incongruenza tra i primi due commi. Il comma 2 ci dice che un’operazione è genuina quando è sostenuta da “valide ragioni commerciali che rispecchiano la realtà economica”. Se quindi un’operazione fosse giustificata da legittime ragioni commerciali, ma anche da uno scopo illegittimo (il vantaggio fiscale indebito), sarebbe genuina per il comma 2, non genuina per il comma 1. Se si considera solo il comma 1, il test soggettivo della GAAR europea si supera in tutte quelle ipotesi in cui valide ragioni commerciali coesistono con indebiti scopi fiscali. La dottrina maggioritaria però sostiene la prevalenza del secondo comma sul primo: è come se il comma 2 modificasse il test sugli scopi dell’operazione sostituendo all’aggettivo “principale” quello di “essenziale”. Questa interpretazione rende conformi articolo 6 ATAD 1 e articolo 10-bis Statuto del contribuente, nel rispetto dello standard minimo di tutela imposto dall’UE.
A prescindere dalle differenti formulazioni delle due clausole, rimane comunque una difformità c.d. ratione personae: l’articolo 10-bis dello Statuto del contribuente si applica a tutte le tipologie di imposizione reddituale, mentre l’articolo 6 ATAD 1 si riferisce ai soli contribuenti soggetti alle imposte sulla società.

### Sentenze CGUE
- Corte di Giustizia, sentenza 3 dicembre 1974, C-33/74, Van Binsbergen.
- Corte di Giustizia, sentenza 14 dicembre 2000, C-110/99, Emsland-Stärke.
- Corte di Giustizia, sentenza 21 febbraio 2006, C-255/02, Halifax.
- Corte di Giustizia, sentenza 12 settembre 2006, C-196/04, Cadbury Schweppes.
- Corte di Giustizia, sentenza 21 febbraio 2008, C-425/06, Part Service.

### Fonti normative
- Direttiva 1977/388/CEE del Consiglio delle Comunità europee del 17 maggio 1977
- Direttiva 1990/434/CEE del Consiglio delle comunità europee del 23 luglio 1990
- Direttiva 2003/49/CE del Consiglio dell'Unione europea del 3 giugno 2003
- Direttiva 2006/112/CE del Consiglio dell'Unione europea del 28 novembre 2006
- Direttiva 2011/96/UE del Consiglio dell'Unione europea del 30 novembre 2011
- Direttiva 2015/121/UE del Consiglio dell'Unione europea del 27 gennaio 2015
- Direttiva 2016/1164/UE del Consiglio dell'Unione Europea del 12 luglio 2016
- Direttiva 2017/952/UE del Consiglio dell'Unione Europea del 29 maggio 2017
- Legge 27 luglio 2000, n. 212, articolo 10, in materia di "Statuto dei diritti del contribuente"

### Pubblicazioni
- Pietro Adonnino, Abusi della contestazione dell'abuso del diritto della U.E., in Diritto e pratica tributaria, vol. 5, Wolters Kluwer, 2012.
- Maurizio Bancalari, Corte di giustizia UE, Cause 22 Dicembre 2010, C-103/09 e C-277/09 - L'abuso del diritto comunitario in materia di IVA, in Fisco, n. 3, Wolters Kluwer, 2011.
- Mauro Beghin, La sentenza cadbury-schweppes e il "malleabile" principio della libertà di stabilimento, in Rassegna Tributaria, n. 3, 2007.
- Roberto Betti e Gianpaolo Sbaraglia, L'abuso del diritto in materia tributaria: la giurisprudenza comunitaria, in Il Fisco, vol. 39, 2011.
- Pietro Boria, La clausola anti-abuso prevista dalla direttiva ATAD: l’esperienza italiana, in Studi Tributari Europei, luglio 2020, ISSN 2036-3583/10598 (WC · ACNP).
- Susanna Cafaro, L’abuso di diritto nel sistema comunitario: dal caso Van Binsbergen alla Carta dei diritti, passando per gli ordinamenti nazionali, in Il diritto dell'Unione Europea, vol. 2-3, 2003.
- Federica Casano, Dutch implementation of the European ATAD GAAR, in Studi Tributari Europei, luglio 2020, ISSN 2036-3583/10631 (WC · ACNP).
- Silvia Cipollina, Elusione fiscale e abuso del diritto: profili interni e comunitari, in Giurisprudenza Italiana, vol. 7, 2010.
- Alberto Comelli, L'armonizzazione (e il ravvicinamento) fiscale tra lo "spazio unico europeo dell'iva", la direttiva del consiglio "contro le pratiche di elusione fiscale" e l'abuso del diritto, in Diritto e Pratica Tributaria, vol. 4, Wolters Kluwer, 2018.
- Angelo Contrino e Alberto Marcheselli, L’obbligo di motivazione ‘‘rinforzata’’ e il riassetto degli oneri probatori nel ‘‘nuovo’’ abuso del diritto, in Corriere tributario, vol. 1, Wolters Kluwer, 2016.
- Rita De La Feria, Prohibition of abuse of (Community) law: the creation of a new general principle of EC law through tax, in Common market law review, 45 (2), 2008.
- Franco Gallo, L'abuso del diritto nell'art. 6 della Direttiva 2016/1164/UE e nell'art. 10-bis dello Statuto del contribuente: confronto tra le due nozioni, in Rassegna Tributaria, vol. 271, n. 2, Wolters Kluwer, 2018.
- Antonio Las Casas, Tratti essenziali del modello dell'abuso del diritto nei sistemi giuridici europei e nell'ordinamento comunitario (PDF), in Comparazione e diritto civile, 2013 (archiviato dall'url originale il 22 novembre 2021).
- Adolfo Martin Jimenez, Towards a Homogeneous Theory of Abuse in EU (Direct) Tax Law, in Bulletin for international taxation, 2012.
- Philippe Malherbe, Transposition of ATAD GAAR in Belgium, in Studi Tributari Europei, vol. 9, 2019, ISSN 2036-3582/10810 (WC · ACNP).
- Alberto Marcheselli e Stefano Maria Ronco, La formulazione dell'abuso del diritto contenuta nella Direttiva europea, in Corriere Tributario, vol. 7, Wolters Kluwer, 2017.
- Giuseppe Marini, Giuditta Merone e Nicola Lettieri, L'abuso del diritto nel dialogo tra corti nazionali ed internazionali, 2014, ISBN 978-88-495-2753-7.
- Stefania Martinengo, L’abuso del diritto in Germania e il § 42 dell’Abgabenordnung, in Rassegna tributaria, vol. 3, Wolters Kluwer, 2010.
- Paolo Piantavigna, Tax Abuse in European Union Law: A Theory, in World Tax Journal, vol. 9, Wolters Kluwer, 2017.
- Markus Seiler, GAARs and judicial anti-avoidance in Germany, the UK and the EU, German, Linde, 2016, ISBN 978-3-7073-3515-6.
- Dario Stevanato, La norma antielusiva è conforme alla Direttiva ATAD?, in Corriere Tributario, vol. 42, Wolters Kluwer, 2019.
- Francesco Tesauro, Divieto comunitario di abuso del diritto (fiscale) e vincolo da giudicato esterno incompatibile con il diritto comunitario, in Giurisprudenza Italiana, vol. 4, 2008.
- Piergiorgio Valente, Costruzione “genuina” e “sostanza economica” nei principi comunitari, in il Fisco, vol. 7, Wolters Kluwer, 2017.
- Dennis Weber, Abuse of law in European Tax law: an overview and some recent trends in the direct and indirect tax case law of the ECJ, in European Taxation, 2013.